# Galegin
Galegin (Prenylguanidin) kommt als Naturstoff in einigen Pflanzen vor und ist als Giftstoff für den Tod von Nutztieren verantwortlich, die diese Pflanzen fressen. Aufgrund seiner antidiabetischen Eigenschaften wird es in der medizinischen Forschung untersucht.

## Vorkommen

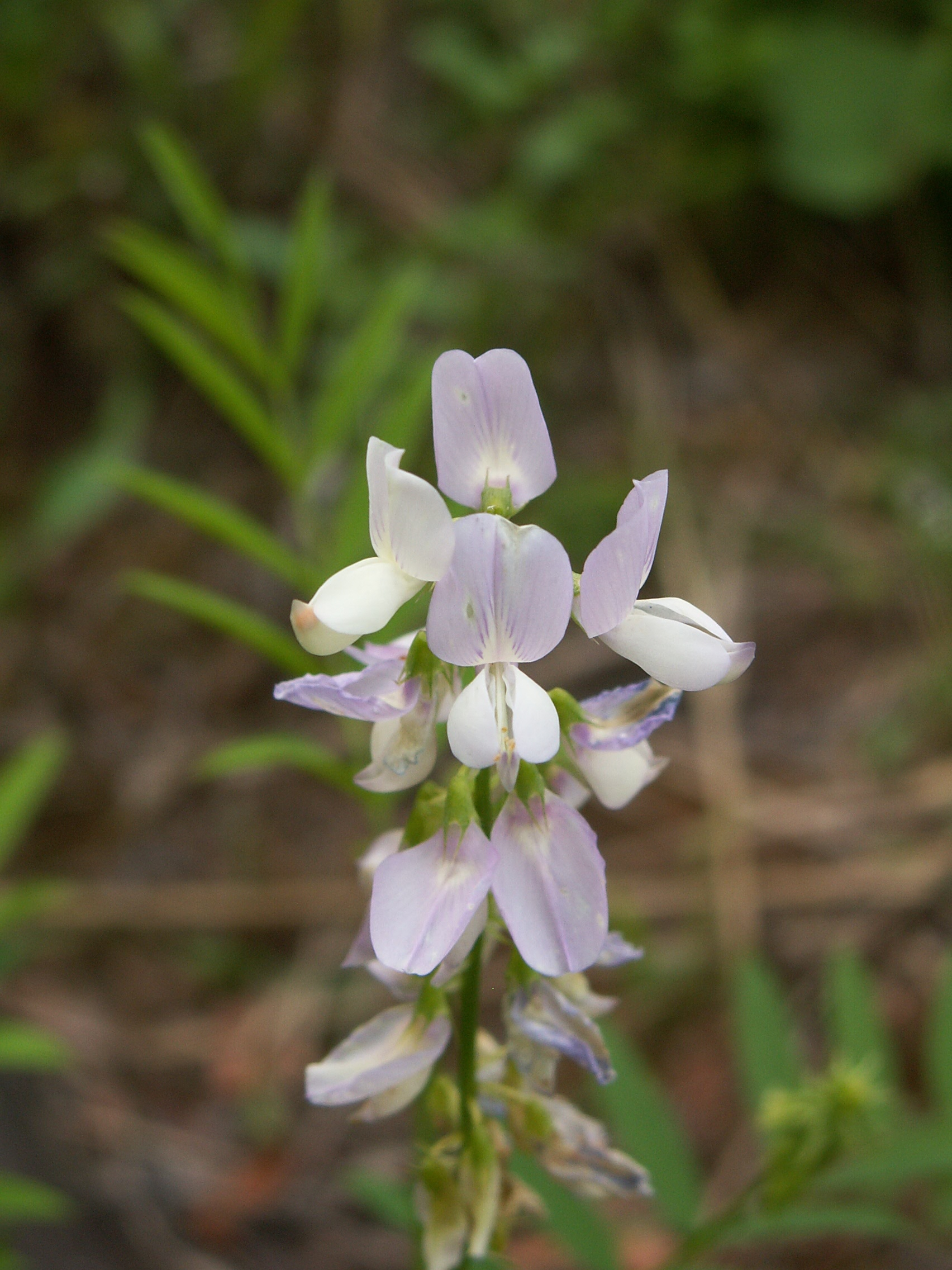
Geißraute

Galegin kommt in den Samen der Geißraute vor. Außerdem wurde es in Pflanzen der Gattung Kopfried und in Verbesina encelioides nachgewiesen.

## Herstellung
Galegin als Sulfatsalz kann hergestellt werden, indem in einer Gabriel-Synthese zunächst Prenylbromid mit Kaliumphthalimid und dann mit Hydrazinhydrat umgesetzt wird. Das so erhaltene Prenylamin kann mit S-Methylisothioharnstoff-Sulfat zum Galegin umgesetzt werden.

## Eigenschaften
Durch basische Hydrolyse kann Galegin zu Harnstoff und Prenylamin umgesetzt werden. Galegin ist giftig und führt zuweilen zum Tod von Nutztieren wie Schafen, die entsprechende Pflanzen fressen.
Ähnlich wie Metformin wirkt Galegin als Antidiabetikum, da es die Cytochrom-c-Oxidase und die Glycerin-3-phosphatdehydrogenase und dadurch die Gluconeogenese aus Glycerin hemmt. Im Tierversuch an Mäusen führt die Verbindung zu einer Gewichtsabnahme. Es wurde als Ausgangspunkt verwendet, um weitere Verbindung mit ähnlichen Eigenschaften zu entwickeln.